# Sarcocheilichthys czerskii
Sarcocheilichthys czerskii är en fiskart som först beskrevs av Berg, 1914.  Sarcocheilichthys czerskii ingår i släktet Sarcocheilichthys och familjen karpfiskar. Inga underarter finns listade i Catalogue of Life.